# 石川源三郎
石川 源三郎（いしかわ げんざぶろう、1866年7月27日 - 1956年12月7日）は、日本の実業家、教育者。
1891年12月21日、アメリカ・マサチューセッツ州スプリングフィールドの国際YMCAトレーニングスクールで、体育担当教官ジェームス・ネイスミスによって考案された新スポーツのバスケットボールを初めてプレーした人物。1892年卒業の「一般事業担当主事養成科クラス」18人の学生のひとり。最初に実施されたゲームのスケッチを残している。

## 経歴

### 生い立ち
1866年（慶応2年）館林藩の藩士・石川喜四郎の三男として生まれる。字（あざな）は、定邦または定国（さだくに）。2歳の時、父が戊辰戦争で戦死。8歳時に母の実家である東京・富ヶ谷へ移り住む。

### 渡米
1886年（明治19年）に私費留学生として、アメリカ、サンフランシスコへ渡る。渡航費用の多くは旧館林藩主の秋元家が青年育成の一環として用意したものと考えられる。旅券申請に記載された渡航目的は「キリスト教の研究」 だったが、当初の目的は語学習得と徴兵回避にあったと考えられる。

### 渡航初期
1886年（明治19年）、サンフランシスコのウェストミンスター・プレップスクール（大学進学予備校）に入学。
5年前から活動していたサンフランシスコの日本人キリスト教青年会（通称：タイラ福音会）がキリスト教色を弱めていたことに不満を持つ28人の有志の一人として、新たにミッション街に創設された日本人キリスト教青年会「日本人基督教青年會」の運営に携わる。
古い「福音会」という名称を嫌い、日本人キリスト教青年会（Japanese Young Men's Christian Association; YMCA）の名を冠したことにより、偶然ながらアメリカのYMCAとの関係が成立する。日本人基督教青年會は後にヘイト街121番地に移転し、「ヘイト青年会」と呼ばれるようになる。
1888年（明治21年）、在米日本人長老教会の3老（役員）に選出され、1890年（明治23年）まで勤める。この間、1889年（明治22年）にサンフランシスコのPacific Theological Seminary（神学校）に入学。

### 国際YMCAトレーニングスクール時代

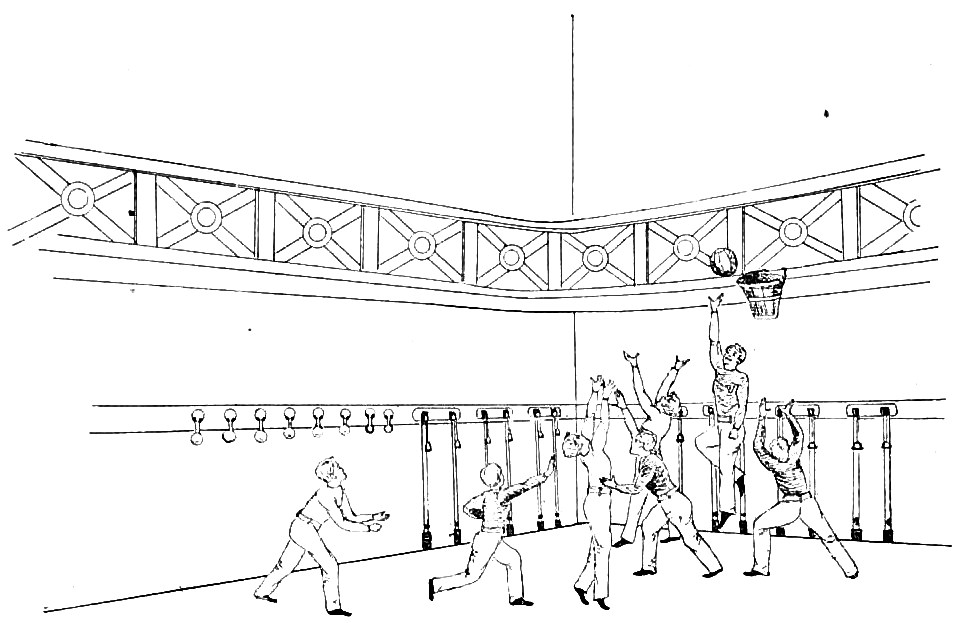
石川によるバスケットボールの試合のスケッチ

1890年（明治23年）9月、マサチューセッツ州スプリングフィールドの国際YMCAトレーニングスクール、一般事業担当主事養成科クラス（1892年卒業クラス）に入学。
翌1891年（明治24年）12月21日午前11時30分、同校の体育館で行われた世界初のバスケットボールのプレーにジェームス・ネイスミスが指導する一般事業担当主事養成科クラスの18人の学生のひとりとして参加した。
この新しいスポーツは、体育担当教官ジェームス・ネイスミスによって考案されたもので、「冬の室内で行える競技。しかも面白く、覚えるのもプレーするのも簡単なもの」という、当時国際YMCAトレーニングスクールの体育部主事養成科長だったL.H.ギューリックの課題に応9えたものだった。ゲームはゴールキーパー×1、ガード×2、センター×3、ウイング×2、ホーム×1の各チーム9人制で行なわれた。この構成はラクロスを参考にしたものだという。また、ゴールには当初箱を使う予定だったが、管理人が代わりに桃の篭を持ってきたため、ネイスミスはこの篭を10フィートの位置に打ちつけて使った。
後に学生の一人であるフランク・メーハンがこの競技の名前を考案者にちなんだ『ネイスミス・ボール』にしようと提案したが、当のネイスミスが反対した。結局、『バスケット・ボール』という名に落ち着いた。現在残されている最初のゲーム風景のスケッチは石川源三郎によって描かれたものである。

### サンフランシスコを離れ、大学へ
1892年（明治25年）に国際YMCAトレーニングスクールを卒業した後、サンフランシスコに戻り日本人基督教青年會（ヘイト青年会）の責任者となる。
明治26年1月、前年11月の天長節に友人と交わした私語が在米邦人の発行する新聞 の一つで問題とされたことが発端で、不敬事件に巻き込まれたことが契機となり、1893年（明治26年）にサンフランシスコを離れ、ウィスコンシン大学マディソン校に入学する。在学中は学生業のかたわら、国際YMCAトレーニングスクールでの経験を活かして体育指導担当としても働いた。

### 結婚と就職
1901年（明治34年）に博士論文を提出し、ウィスコンシン大学マディソン校を卒業。在学中に知り合ったカナダ人女性、メアリ・Ｃ・マクレーと共に帰国。東京政治学校の講師等を勤めたものの国内には定住しなかった。1901年（明治34年）8月1日にカナダ・オンタリオ州アレクサンドリアでメアリと結婚後、1903年（明治36年）に三井物産に入社し、イギリス支店の石炭課勤務を経て、1905年（明治38年）にドイツ・ハンブルク支店の総支配人に就任する。なお、1906年4月4日に妻メアリが長女・アケミを出産する。

### 第一次大戦と抑留、一家離散
1914年（大正3年）、第一次大戦勃発。残務整理のため三井物産ハンブルク支店で残留業務中に敵国人として約1週間にわたり抑留される。この間に妻子はカナダへ脱出。解放後、源三郎は単身帰国するが、これが原因で一家は離散状態となり、二度と生活を共にすることはなかった。

### その後
第一次大戦終了後、1918年に三井物産を退社し、妻メアリとは正式離婚しないまま、日本人女性と再婚した。1923年（大正12年）に東京で国際無線電話社（ラジオ機器販売）の代表に就任し、翌1924年（大正13年）には社団法人東京放送局（現・NHK放送センター）設立に伴い、理事に就任する。
1956年12月7日、東京・代々木で死去した。墓地は東京・多磨霊園